# Sedirea
Sedirea är ett släkte av orkidéer. Sedirea ingår i familjen orkidéer.
Kladogram enligt Catalogue of Life:
| Sedirea | \| \| Sedirea japonica \| \| \| \| \| \| Sedirea subparishii \| \| \| \| |
|         | \| \| Sedirea japonica \| \| \| \| \| \| Sedirea subparishii \| \| \| \| |
|         | Sedirea japonica                                                         |
|         |                                                                          |
|         | Sedirea subparishii                                                      |
|         |                                                                          |

## Bildgalleri

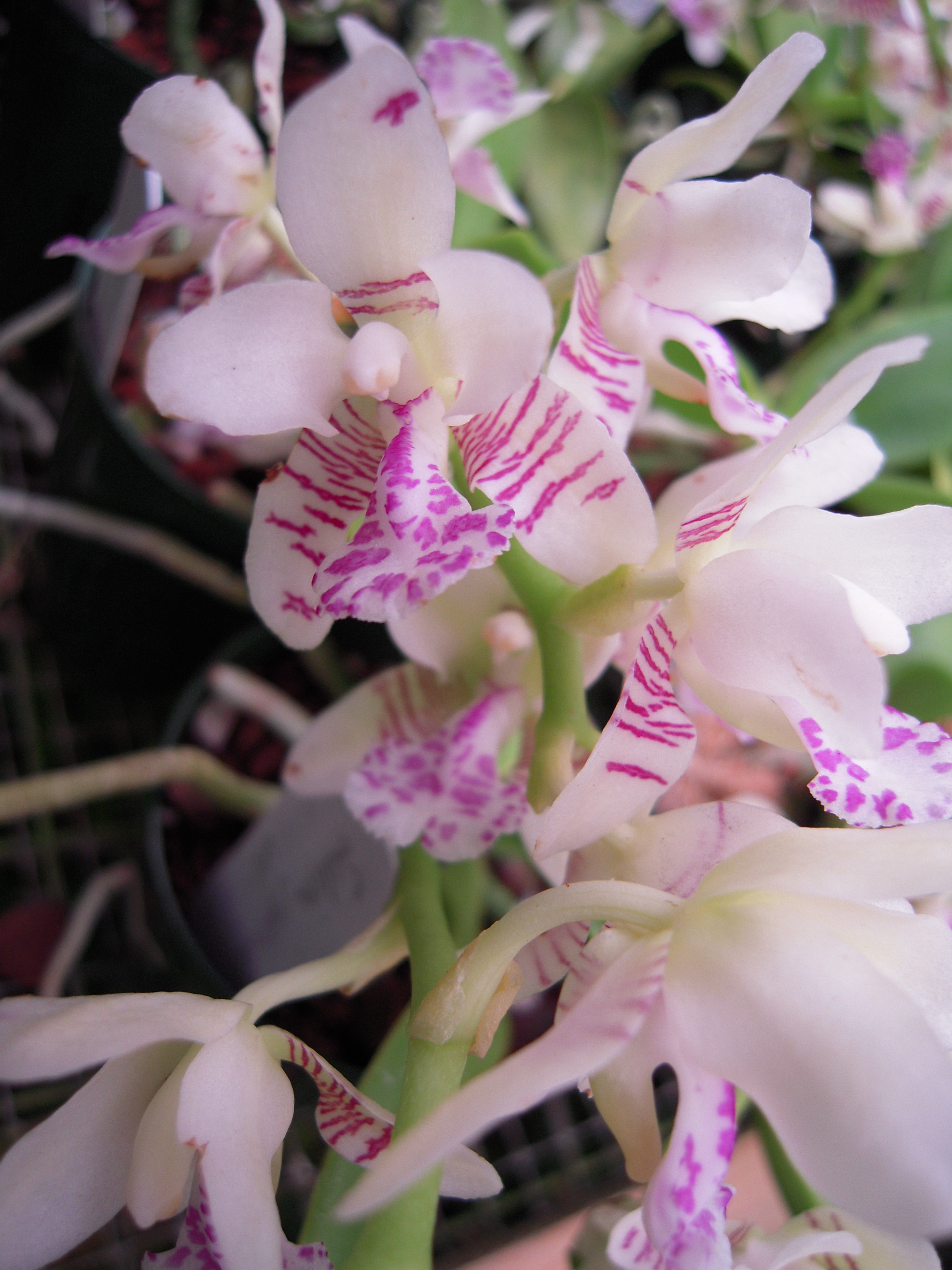